# Железничка станица Чачак
Железничка станица Чачак је једна од железничких станица на прузи Краљево—Пожега. Настала је по пројекту инжењерског тима Министарства саобраћаја, који је радио на изградњи пруге Краљево – Чачак – Ваљево – Бања Лука. Саграђена је 1940. године.
Налази се у насељу Чачак у граду Чачку. Пруга се наставља у једном смеру ка Пријевору и у другом према према Заблаћу. Железничка станица Чачак састоји се из 8 колосека.

## Архитектура
Станица је грађена по правилима постављања станичних зграда у правцу пруге, као путничка станица, по типском плану за веће железничке станице. Основа је разуђена и развија се у ширину. Смењују се истурени централни и бочни делови. Овакво решење основе је уобичајено за станичне зграде не само у Краљевини Југославији, већ и у Европи. Посебно је интересантна безорнаментално решена фасада у модерном стилу. Иако је симетрична, основа поседује одступање од плана у виду полукружно завршеног бочног дела према прузи. Прочеље је решено тако што је наглашено паровима стубова. Два у приземљу и два на спрату. Централни део има два спрата, за разлику од остатка грађевине, која је планирана као једноспратница. Фасада је безорнаментална, са повременим вертикалним акцентима у виду пиластера између прозора, који прате целу висину грађевине. На прочељу се налазе угаони прозори који доприносе целокупном утиску.
Железничка станица је веома дуго била препуштена пропадању, што је захтевало хитну обнову. Тај посао је 1999. године преузело чачанско грађевинско предузеће „Урбанпројект”, које је извршило валоризацију постојећег стања и предложило решење по коме ће станица бити обновљена. Овај покушај обнављања станице је пропао услед бомбардовања земље, али је настављен 2005, и приведен крају почетком 2006. године, када је станица свечано пуштена у рад. Архитектура Железничке станице је том приликом измењена. Бочним деловима грађевине додат је још један спрат, а прочеље са паровима стубова је добило још четири пара стубова.
Унутрашњост грађевине је подређена њеној функцији. У приземљу се налази чекаоница за путнике, билетарница са шалтерима, као и друге просторије за особље које ради на станици.
Архитектура Железничке станице у Чачку на први поглед одаје утисак типски грађене станичне зграде, карактеристичне за европске железнице. Примећује се да је станична зграда у Чачку грађена по типу великих градских станица што одудара од њене функције, јер кроз њу воз само пролази. Обрада фасада, међутим, сведочи о решености њених аутора да саграде једну модерну грађевину. И управо је фасада то што је чини модерном. Безорнаментална, али и ритмички решена са пиластрима између прозора који је рашчлањују. Плитки пиластри би могли да укажу на утицај компоновања фасада у архитектури Веркбунда, као и Штутгартске изложбе из 1927. године, на којој је приказан пројекат насеља Weissenhof. На њему се може видети пример полукружно завршеног сегмента основе, са асиметричним распоредом кубичних маса и равним крововима, а угласти прозори асоцирају на бечка стамбена насеља, подигнута у двадесетим и тридесетим годинама ХХ века, на иницијативу тада владајуће Социјалдемократске партије у Аустрији. Целокупан распоред маса, подела фасадне површине, као и прозори, указују на вероватне аустријске или немачке утицаје. У историографији се ова грађевина повезује са тековином Баухауса, у коме су се, свакако, стекли утицаји Веркбунда и Штутгартске изложбе. Железничка станица својим изгледом и композицијом представља једно од успешних остварења модернизма у српској архитектури међуратног периода.

## Експонат парне локомотиве
Од 1974. године до почетка 21. века, на станици је била изложена парна локомотива 85-005 са тендером, која је 1980. године додата на списак непокретних културних добара Србије. Поводом ревитализације уске пруге Шарганске осмице, локомотива је отпремљена у зрењанински Шинвоз на ремонт, а на њено место је постављена локомотива 83-017, без тендера.